# Naturhistorisches Museum Hamburg

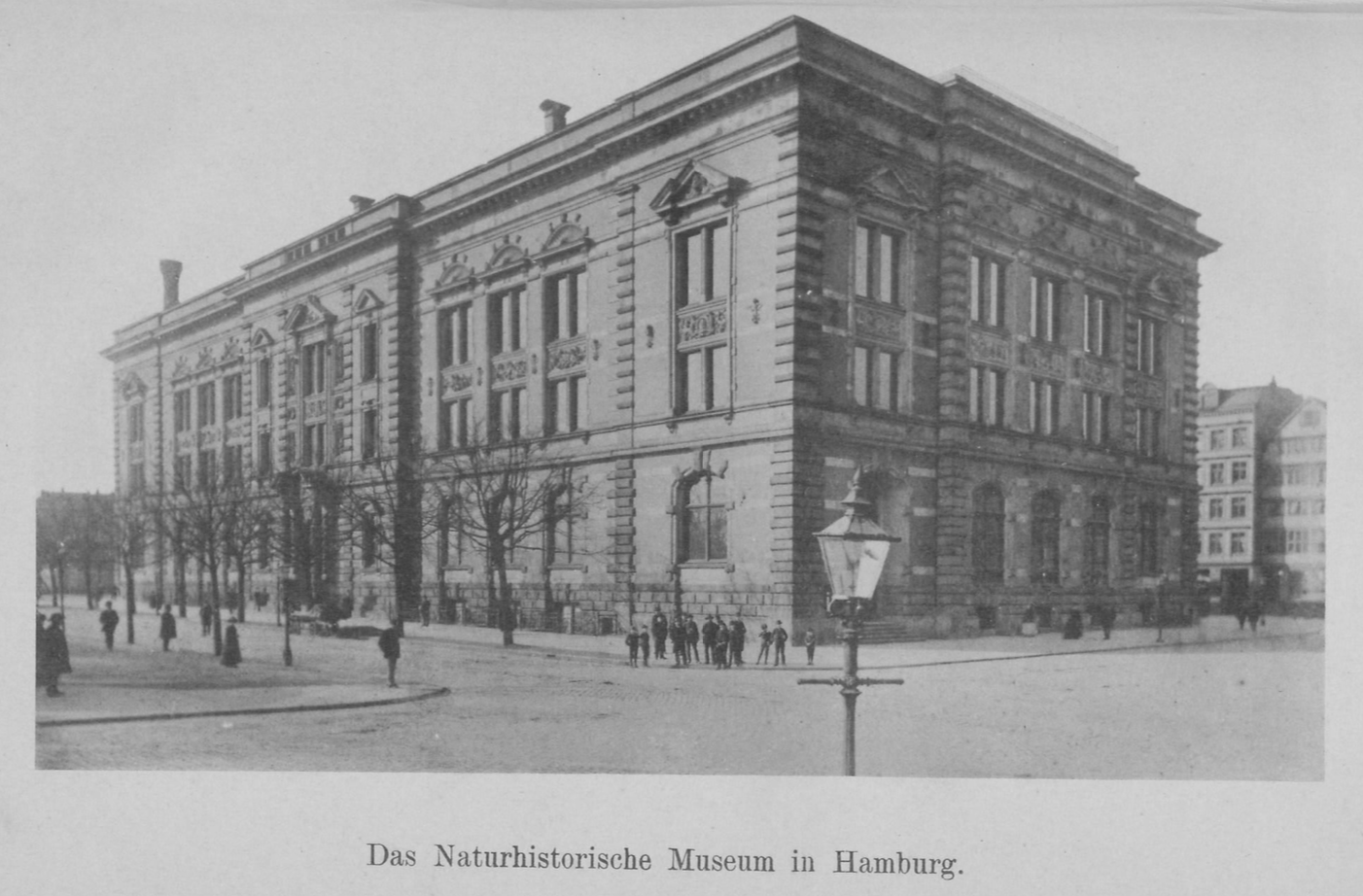
Gebäude des Naturhistorischen Museums Hamburg 1891

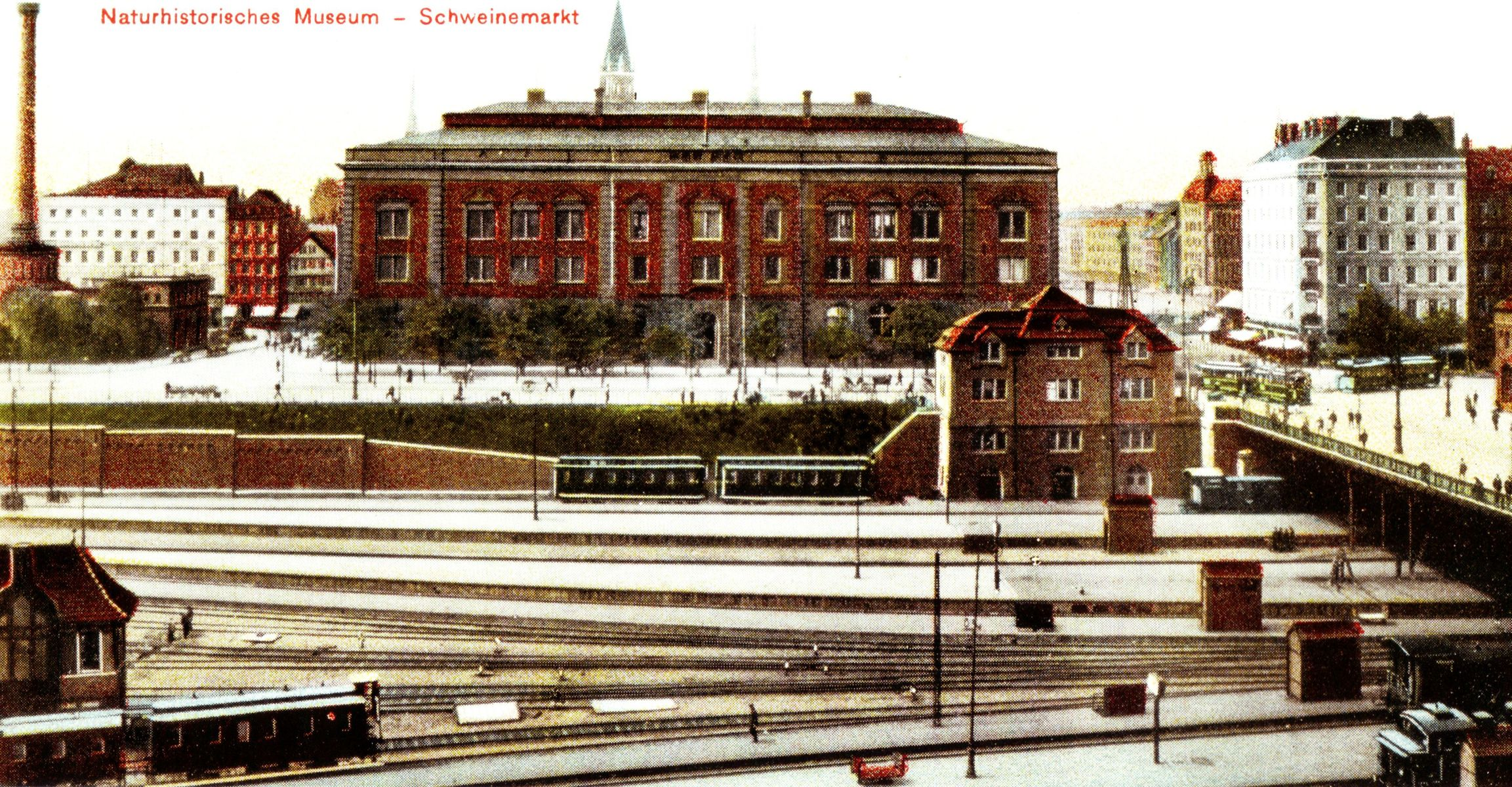
Frontalansicht des Naturhistorischen Museums um 1910, links am Bildrand die Badeanstalt an der Steinstraße, rechts die neuerbaute Mönckebergstraße, davor die Gleise des 1906 eröffneten Hauptbahnhofes

Das Naturhistorische Museum Hamburg bestand von 1843 bis 1943.

## Geschichte

### Sammlung
Naturkundliche Zuwendungen von Hamburger Bürgern erhielt die Stadtbibliothek, die von den Rektoren des Johanneums in Personalunion geleitet wurde. In den Räumlichkeiten des 1840 neuerrichteten Johanneums am Speersort standen für die Unterbringung dieser Sammlung drei Räume zur Verfügung.
In der Sitzung der erbgesessenen Hamburger Bürgerschaft am 11. Mai 1843 wurde die „Verfassung des hamburgischen naturhistorischen Museums und seine Consoldierung mit der Sammlung des hamburgischen naturhistorischen Vereins“ angenommen. Der Vertrag zur Überlassung der Sammlung des Naturwissenschaftlichen Vereins in Hamburg wurde am 17. Mai 1843 unterzeichnet und gilt als Gründungsdatum des städtischen Naturhistorischen Museums Hamburg. Im November 1837 hatte sich der „Naturwissenschaftliche Verein in Hamburg“ konstituiert. Eine sich stetig vergrößernde Sammlung und beengte Möglichkeiten der Unterbringung waren ursächlich für die Überlassung der Sammlung. Im Dezember 1844 wurde das Museum für das Publikum geöffnet.
Ab dem Jahr 1844 wurden Aufstellungen von Geschenken für das naturhistorische Museum und die Namen der Geber von einer Museumskommission in den Hamburger Nachrichten vierteljährlich veröffentlicht.
Die Sammlung enthielt „Hamburgische Altertümer“. Dieser Teil konnte 1848 an einem anderen Ort untergebracht werden. Im gleichen Jahr wurden die „werthvollsten naturhistorischen Gegenstände des Rödingschen Museums“ (Museum für Gegenstände der Natur und Kunst) erworben. 1847 war Wilhelm von Winthem gestorben. Er hatte die Insektensammlung begründet. Seine umfangreiche Sammlung gelangte 1852 zum Nachteil Hamburgs an die k.k. Hofnaturalien-Kabinette in Wien.
Ferdinand Worlée und Adolph Oberdörffer hatten den Teil der naturkundlichen Sammlung gesichtet, der ab 1867 als ethnografische Sammlung eigenständig wurde. Die Sammlung wurde später im „Museum für Völkerkunde“ präsentiert, 1912 wurde das Museumsgebäude fertiggestellt und 2018 in „Museum am Rothenbaum – Kulturen und Künste der Welt, kurz: MARKK“ umbenannt.
Sammlungsstücke wurden angekauft, mit anderen Museen getauscht und/oder als Geschenke erhalten.
Frühzeitig erfolgten räumliche Verlegungen einzelner im Museum untergebrachter naturwissenschaftlicher Sammlungen: 1883 erhielt die Botanik ein eigenes Museum in Hamburg. 1907 wurden die mineralogischen Sammlungen ausgelagert.
1912 verfügte das Naturhistorische Museum über eine anthropologische, eine paläontologische sowie eine zoologische Sammlung.

### Gebäude
Die Museumskommission wies wiederholt auf die mangelhafte Unterbringung der Sammlungsgegenstände hin. Am 8. September 1875 stellte der Senat daher den Antrag: „die Bürgerschaft wolle den Bau eines Hauses für das naturhistorische Museum auf dem Schweinemarkte und die Verwendung von höchstens ℳ 1,200,000 aus dem Hamburgischen Antheile an den Französischen Kriegsentschädigungsgeldern mitgenehmigen.“ Unter Bedingungen stimmte die Bürgerschaft in ihrer Sitzung vom 24. November dem Antrag zu.
Als Sieger eines Architektenwettbewerbs waren Manfred Semper und Carl Philipp Krutisch im Februar 1885 hervorgegangen. Am 6. September 1886 fand das Richtfest statt, und am 1. März 1890 war der Bau abgeschlossen. Am 17. September 1891 fand die Eröffnung des Naturhistorischen Museums im eigenen Gebäude am Steintorwall statt. Nach Fertigstellung hatte das Gebäude eine Front von 82,20 m und eine Breite von 35,20 m. Im Inneren waren vier Geschosse entstanden. Die für Ausstellungen nutzbare Fläche betrug 7100 m². Das Gebäude stand lediglich durch die Gleise des Hauptbahnhofes getrennt in der Nähe des seit 1874 bestehenden Museums für Kunst und Gewerbe Hamburg.
Im Zweiten Weltkrieg, 1943, zerstörten Luftangriffe der Alliierten das in der Nähe des Hamburger Hauptbahnhofs gelegene Gebäude des Museums und Teile der Sammlungen. Ein Wiederaufbau erfolgte nicht. Stattdessen baute die Horten AG im Jahre 1968 an derselben Stelle ein Kaufhaus, in dem seit Ende 2024 eine Mediamarkt- und eine Decathlon-Filiale untergebracht sind.

### Museumskommission
Der Vertrag von 1843 sah weiterhin vor, das einer Museumskommission die Verwaltung des Naturhistorischen Museums, die sich zur Hälfte aus Mitglieder der Behörde und des naturwissenschaftlichen Vereins zusammensetzte, oblag. Die vorgesetzte Behörde war die Gymnasial-Deputation. Die Mitglieder dieser Museumskommission wurden im Hamburgischen Staatskalender namentlich genannt.

### Direktoren
1882 wurde der Arzt und Zoologe Alexander Pagenstecher zum Direktor des Museums bestellt. 1889 übernahm der Biologe Karl Kraepelin das Amt. Der Zoologe Hans Lohmann folgte 1914 Karl Kraepelin als Direktor des Museums. Das Amt hatte Lohmann bis zu seinem Tod im Jahr 1934 inne. Mit der Ernennung von Hans Lohmann zum Direktor veränderte sich die Bezeichnung des Museums. Aus dem Naturhistorischen wurde das Zoologische Museum.

### Mitarbeiter
Zu den Mitarbeitern des Naturhistorischen beziehungsweise Zoologischen Museums zählten Jan Bohls, Ernst Ehrenbaum, Carl Christian Gottsche, Wilhelm Michaelsen, Erna Mohr, Hermann Wilhelm Strebel und Herbert Weidner.

## Veröffentlichungen
- Mitteilungen aus dem Naturhistorischen Museum in Hamburg, (6.1888–10.1892 u. 13.1896–31.1914)[26]
- Das naturhistorische Museum. In: Verzeichniss der Vorlesungen, welche am Hamburgischen Akademischen und Real-Gymnasium von Ostern ... bis Ostern ... gehalten werden sollen. Jahresberichte, (1855–1877)[27]

## Nachfolge
Die Teile der Sammlung, die nicht im Zweiten Weltkrieg zerstört worden waren, wurden zunächst von der Stadt Hamburg als Zoologisches Staatsinstitut in Form eines staatlichen Forschungsinstituts verwaltet. Die wachsende zoologische Sammlung und die Mitarbeiter des Instituts wurden 1969 als Zoologisches Institut in die Universität Hamburg eingegliedert. Nachdem in den 1970ern im Hamburger Stadtteil Rotherbaum ein neues Gebäude für das Institut gefunden wurde, konnte ab 1983 ein Teil der Sammlung auf 2.000 m² als Zoologisches Museum Hamburg erstmalig wieder der Öffentlichkeit präsentiert werden. Die geologisch-paläontologische Sammlung, die ebenfalls aus dem Naturhistorischen Museum stammte, wurde 1977 im selben Stadtteil in eigenen Räumen untergebracht und es wurde das Geologisch-Paläontologische Museum Hamburg (heute: Geologie-Paläontologie des Museums der Natur Hamburg) eröffnet.

### Centrum für Naturkunde und Museum der Natur Hamburg
Im 21. Jahrhundert entwickelten sich Initiativen zur Neugründung eines Naturhistorischen Museums in Hamburg. Der Wissenschaftsrat empfahl, die in der Hansestadt vorhandenen naturwissenschaftlichen Sammlungen langfristig zu erhalten.
Als Schritt zur Neugründung eines Museums für Naturkunde wurde 2014 das „Centrum für Naturkunde“ (CeNak) als organisatorische Zusammenfassung des Zoologischen Museums, des Geologisch-Paläontologischen Museums und des Mineralogischen Museums gegründet. Ziel des CeNaks war bereits zu Beginn die Errichtung eines einheitlichen Naturkundemuseums in Hamburg, das diese drei Forschungsbereiche an einem Standort wieder vereint. Um die Umsetzung eines solchen Großbauprojekts voranzubringen, wurde 2017 die Stiftung Naturkunde Hamburg gegründet. Im Jahr 2021 konnte eine Förderung durch die Leibniz-Gemeinschaft erreicht werden, indem das Hamburger CeNak mit dem Museum Koenig in Bonn zu einem gemeinsamen Forschungsmuseum mit dem Namen „Leibniz-Institut zur Analyse des Biodiversitätswandels“ fusioniert wurde. Ein Jahr später wurde das CeNak in Museum der Natur Hamburg umbenannt. Der Direktor des CeNaks war in der gesamten Zeit Matthias Glaubrecht, der seitdem wissenschaftlicher Projektleiter am Leibniz-Institut zur Umsetzung des neuen Naturkundemuseums ist.

### Neues Naturkundemuseum in der HafenCity
Der Nachfolgerbau des Naturhistorischen Museums Hamburg mit dem vorläufigen Namen „Evolutioneum“ soll nach aktuellen Plänen von 2022 in Hamburgs HafenCity entstehen. Nach einer Standortanalyse ist dafür das Baufeld 51 zwischen Shanghaiallee, Hongkongstraße und Überseeallee vorgesehen. Die Planungen stehen allerdings noch am Anfang.